# Papyrus Oxyrhynchus 3522

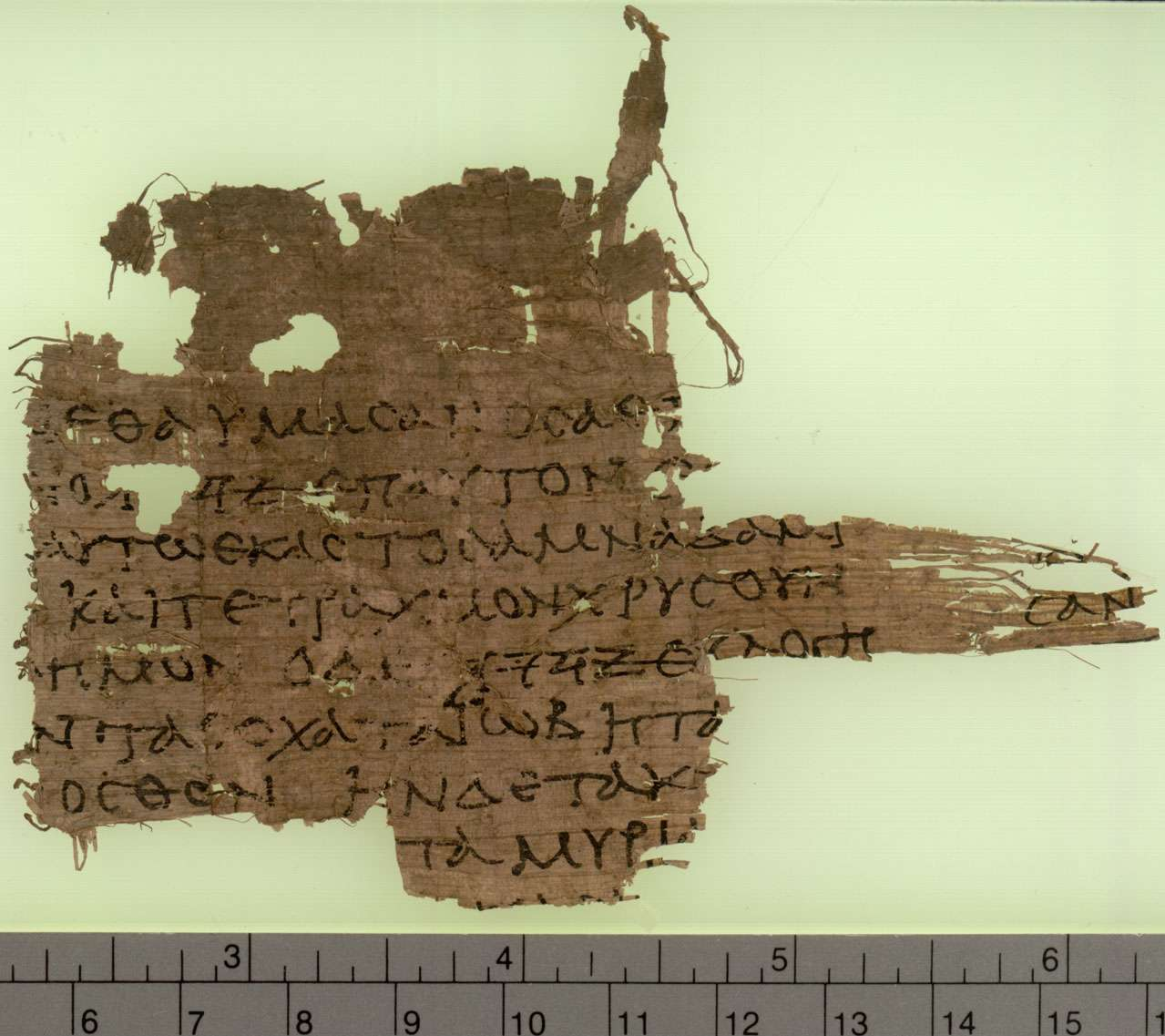
Papyrus LXX Oxyrhynchus 3522

Papyrus Oxyrhynchus 3522 (P.Oxy.L 3522) is een septuagint-manuscript (LXX) van het bijbelboek Job, gevonden in Oxyrhynchus. Het manuscript bevindt zich in de Art, Archaeology and Ancient World Library in Oxford. Middels paleografisch onderzoek is de tekst gedateerd op de 1e eeuw v.Chr. Dit oude document heeft de naam van God JHWH geschreven in Paleo-Hebreeuws.